# ウオッカ (競走馬)
ウオッカ（欧字名:Vodka、2004年4月4日 - 2019年4月1日）は、日本の競走馬、繁殖牝馬。
牝馬として史上3頭目、64年ぶりに東京優駿（日本ダービー）に勝利するなどGI通算7勝を挙げた。
2008年、2009年のJRA賞年度代表馬。2011年選出の顕彰馬。

## デビューまで

### 誕生に至る経緯

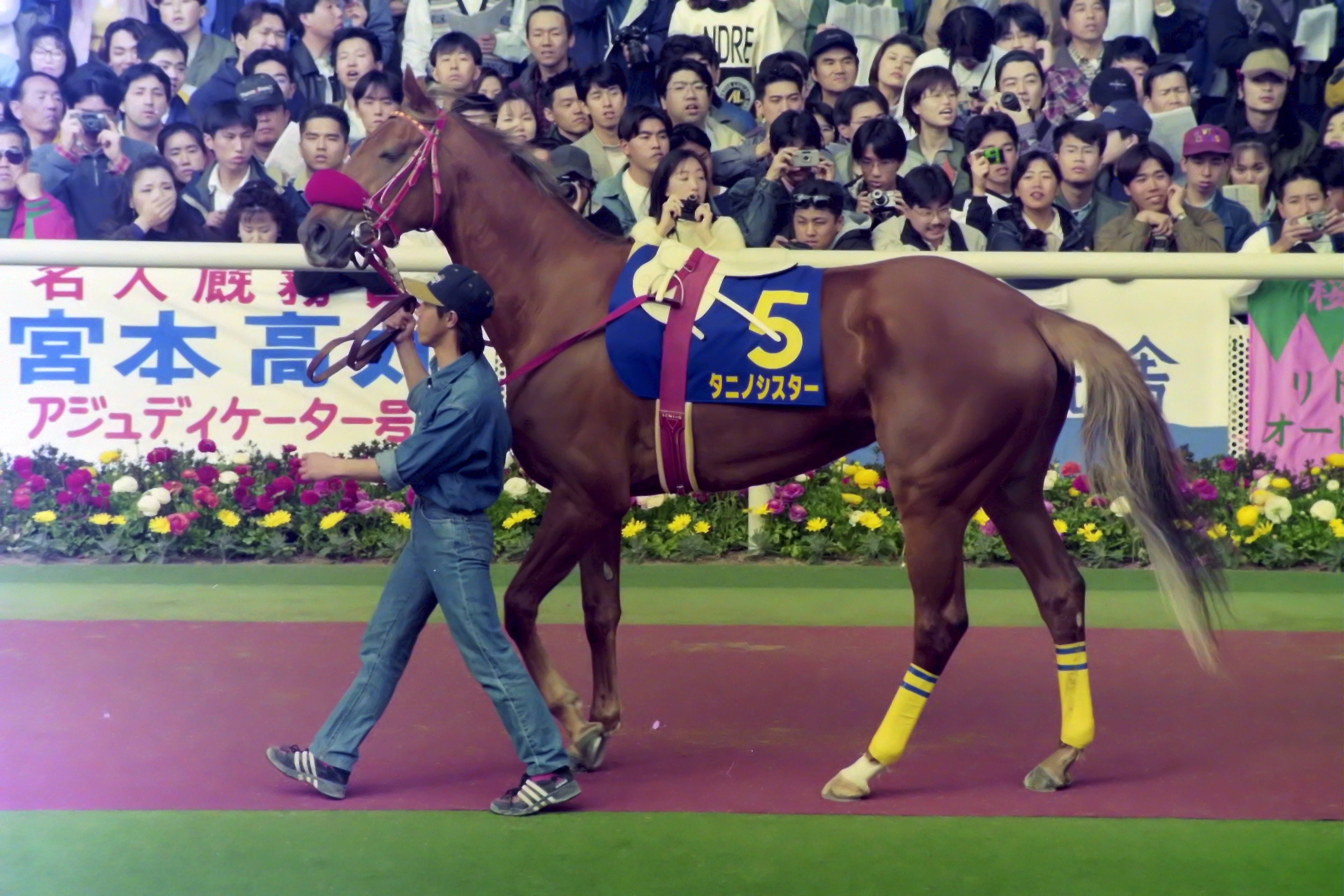
母、タニノシスター

ウオッカの母、タニノシスターは1993年に北海道浦河町の吉田稔牧場で生産された。牝系はシラオキに遡ることができ、父はルションである。牧場からセリに出されて、日本中央競馬会が購入、日本中央競馬会が自ら育成を行う抽せん馬となった。所有者を決める抽せん会では、出場40頭中20番台後半の順位で、カントリー牧場代表の谷水雄三に指名された。
谷水は、厩舎開業直後である森秀行調教師の抽せん馬用の馬房を埋めるために抽せん会に参加しており、指名は森に一任していた。森は指名順が後半だったために、人気の牡馬を諦めて目標を牝馬に切り替える。そして、活躍馬を出していたシラオキ系の牝馬であることを理由に選択していた。谷水が所有し、冠名「タニノ」を用いた「タニノシスター」という競走馬名が与えられ、栗東トレーニングセンター森厩舎から競走馬としてデビュー。桜花賞出走など33戦5勝という成績を残した。
引退後は、谷水が18頭までと制限していたカントリー牧場の繁殖牝馬の一員となった。2000年の初仔（父:ラムタラ、後のタニノコロネション）など、2003年までの4年で3頭を生産。2003年の交配相手には、同じくカントリー牧場生産谷水所有、2002年の東京優駿（日本ダービー）を勝利した新種牡馬タニノギムレットが選ばれた。谷水は、種牡馬としてのタニノギムレットを応援するために、牧場の繁殖牝馬8頭のみを毎年決まって交配させており、タニノシスターは初年度の8頭に指名された。

### デビュー前
2004年4月4日、北海道静内町のカントリー牧場にて鹿毛の牝馬（後のウオッカ）が誕生。その仔は、同じくカントリー牧場で育成された。牧場長の西山貴司によれば、牧場では牝馬が軽視される傾向にあったため、当初は注目される存在ではなかった。しかし調教が進むにつれて動きが鋭くなり、騎乗担当の只松が操ることができなくなるほどになっていた。2歳を過ぎてからは、その動きを活かすような首の使い方を、育成主任の藤井勝也が教え込んでいた。

谷水雄三の勝負服

仔は、オーナーブリーダーである谷水が所有した。谷水は、仔の競走馬名を、父タニノギムレットの「ギムレット」がジンベースであることから「ジン」を初めに考案したが、「大胆でいい名前とも思ったのですが、これではいかにも語呂が悪い」（谷水）として自ら却下。代わりにジンと同じくらいの度数である「ウォッカ」を採用した。さらに谷水は、「ウォッカ」が「ギムレット」よりもアルコール度数が高いことに因み「タニノギムレットよりも強くなってほしい」という願いを付け加えた。そのうえで「水で割らずにストレートの方が度数が高い」と説明して冠名「タニノ」を用いなかった。こうして仔の競走馬名は「ウオッカ」となる。兄姉に倣い、栗東トレーニングセンターの角居勝彦調教師の管理馬となった。

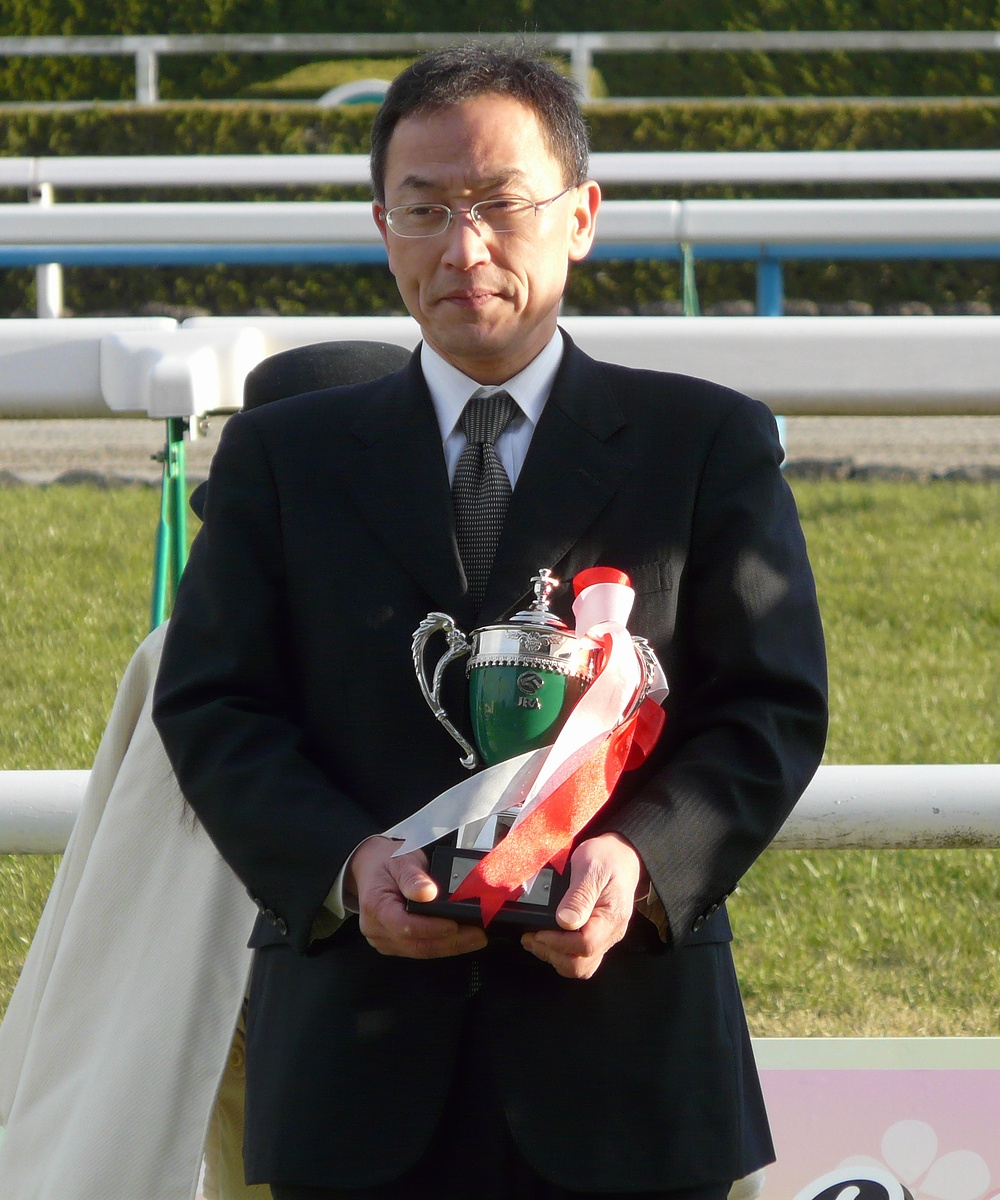
角居勝彦

2歳春、角居厩舎に入厩。厩舎スタッフの中では「シーザリオ級の牝馬が入ってくる」と期待され、初めから年上の馬とともに調教が行われた。夏には、GI優勝馬のデルタブルース、ハットトリックと併せ馬を消化するなど、年上かつオープンクラスの能力を持つ馬でないとウオッカの相手をすることができなかった。主戦には四位洋文を起用し、デビュー前の調教にも騎乗している。夏の北海道開催でのデビューを目指して輸送したが、熱発したために放牧に出され、秋に厩舎に戻った。

## 競走馬時代

### 2歳（2006年）
10月29日、京都競馬場の新馬戦（芝1600メートル）でデビュー。四位は、同日の第134回天皇賞（秋）に、オースミグラスワンとともに参戦したため、佐賀競馬所属の鮫島克也が騎乗し、単勝2番人気に支持された。スタートから先頭となって差を広げ、直線では後方に3馬身半差をつけて初勝利。2戦目は、11月12日の黄菊賞（500万円以下、芝1800メートル）に四位とともに出走。角居は、ウオッカを逃げ馬にすることを避けたかったため、四位に折り合いを教える騎乗を指示している。四位は、スタートから指示通りに中団に位置取り、直線で追い上げたが、逃げるマイネルソリストに1馬身半及ばず2着に敗れた。

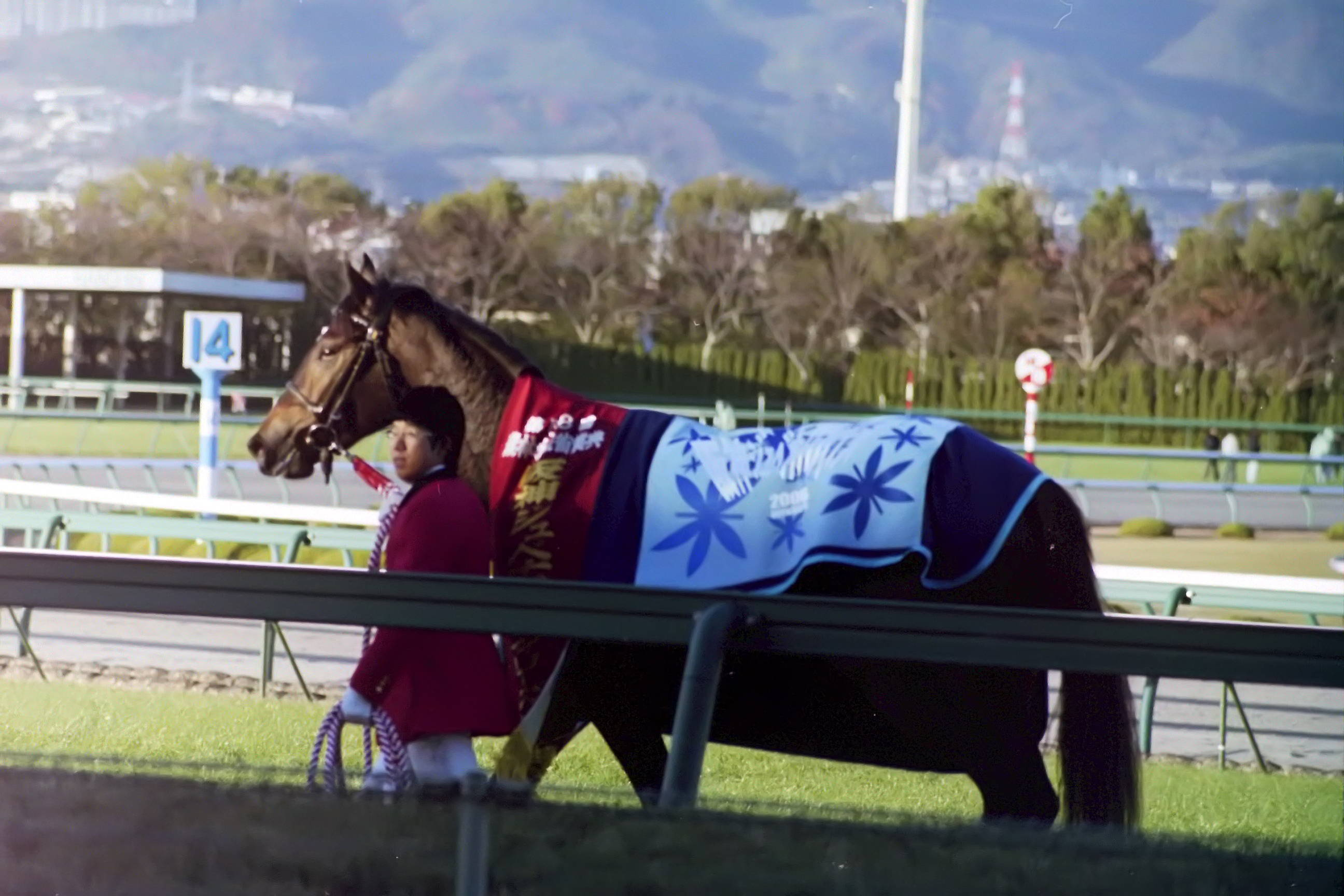
阪神ジュベナイルフィリーズ表彰式

続いて、12月3日の阪神ジュベナイルフィリーズ（GI）に出馬登録を行った。同じく登録した馬は、出走可能頭数18頭を超える24頭であり、賞金順で出走が確定した上位10頭を除いて、残り8頭は抽選。収得賞金400万円のウオッカは、賞金順11位タイであり、同賞金は14頭存在していた。14頭の内、複数頭の回避表明があったため、最終的な出走希望は9頭、9分の8が出走可能となる抽選を実施。ウオッカは当選し、出走が決定した。
単勝オッズ11.1倍の4番人気の支持で出走。1枠2番から発走し好位だったが、外枠の馬の台頭により中団に位置した。直線では、外に持ち出し追い上げを開始。1.6倍の1番人気アストンマーチャンが先行から抜け出しており、残り200メートル地点では約3馬身の差が存在した。しかし、末脚を見せてアストンマーチャンの外から迫り、クビの差差し切って入線。2勝目、重賞およびGI級競走初勝利となった。走破タイム1分33秒1は、アサカホマレが1996年から保持していた2歳芝1600メートルの日本レコードを0.3秒更新した。年末表彰では、289票中271票を集めて、JRA賞最優秀2歳牝馬を受賞した。

### 3歳（2007年）

#### 桜花賞
阪神ジュベナイルフィリーズ後は、厩舎に留まって調整され、2月3日のエルフィンステークス（OP）で始動。重賞2着以内やオープン競走を制した相手がおらず、他より2キログラム重い56キログラムの負担重量で出走。直線で先頭に立ち、四位が手綱を大きく動かすことはなかった。後方に3馬身差をつけて2連勝とした。続いて3月3日、桜花賞のトライアル競走であるチューリップ賞（JpnIII）に単勝1番人気で出走。好位から、直線で逃げるダイワスカーレットに外から並んで競り合いとなり、3番手以下を突き放した。やがて外のウオッカが優勢となり、ダイワスカーレットにクビ差をつけて勝利、3連勝とした。
4月8日、桜花賞（JpnI）に出走、単勝オッズ1.4倍の1番人気に支持される。続く2、3番人気は、アストンマーチャン、ダイワスカーレットでオッズ5倍台であり、4番人気以下は30倍台に飛躍してあることから「三強」と呼ぶ声も存在した。スタートからダイワスカーレットが好位となり、その後方につけた。直線では、抜け出したダイワスカーレットの外から追い上げたが、並び立つことができずに突き放され、1馬身半遅れた2着。四位は、明確な敗因を述べることができなかった。また角居は、出走1週間前のウオッカが発情していたことを明かしているが、本番は良い状態だったとしている。

#### 東京優駿（日本ダービー）

##### 11年ぶりの牝馬出走
桜花賞敗退後は、牝馬クラシック二冠目の優駿牝馬（オークス）ではなく、東京優駿（日本ダービー）に進んだ。
谷水は、カントリー牧場生産馬として東京優駿4勝目、並びにタニノギムレットの仔で東京優駿優勝を目指しており、ウオッカはそのどちらも叶える資格を有していた。さらに、デビュー前から古馬のオープンクラスと互角の併せ馬ができる能力を持ち合わせているという角居から報告があった。そこで谷水は、2歳10月27日のクラシック（3歳馬5大特別競走）第1回登録を、牝馬限定の桜花賞、優駿牝馬のみならず、ほとんど牡馬が出走するはずの三冠競走（皐月賞、東京優駿、菊花賞）にも実施。まもなく阪神ジュベナイルフィリーズをレコード優勝し、時計の面で東京優駿優勝可能な水準に達したと判断。3歳1月の第2回登録も再び5競走に行った。追って3連勝とした桜花賞直前には、桜花賞を制すれば、東京優駿に出走すると谷水が宣言するまでになっていた。
ところが桜花賞は2着、直後に谷水は四位に対し「負けたんだからオークスで頑張ろ」と声をかけている。また、角居も「負けた以上はダービーという夢ではなく、ダイワスカーレットに借りを返そう」とダービー出走を断念し、あくまでオークスでのダイワスカーレットとの再戦に気持ちを向けていた。
しかし、桜花賞後に次走の相談のため栗東トレセンで顔を合わせた谷水と角居は「東京優駿断念・優駿牝馬出走」の決断を下すことが出来なかった。電話で改めて次走について話し合い、最終的に谷水が判断を角居に一任、角居は「ウオッカは、すでにダービー仕様になっている」と東京優駿への出走を打診し、谷水もそれに賛同。こうして1996年のビワハイジ以来11年ぶりとなる、牝馬による東京優駿出走が実現した。この選択に「無謀」といった声や、調教師OBによる新聞紙上での批判表明も存在した。さらに、見送った優駿牝馬では桜花賞優勝馬のダイワスカーレットが感冒により出走が叶わなかった上、ウオッカは角居の独断で優駿牝馬への最終登録を行わなかったため、そちらを選べば勝てただろうと挑戦を歓迎しない声もあった。参戦を前に、装蹄を担当する西内荘は、ウオッカの馬体の成長を見極め、蹄鉄を脚への負担が大きい代わりに、大一番で使用されるスパイク蹄鉄に変更している。

##### 64年ぶりの牝馬優勝
5月27日、初の関東圏となる東京競馬場の東京優駿（日本ダービー）（JpnI）に出走。重賞3勝、皐月賞3着のフサイチホウオーが単勝1.6倍の1番人気、皐月賞優勝のヴィクトリーが2番人気で続き、ウオッカは10.5倍の3番人気に支持された。2枠3番から発走して馬場の内側、中団に位置。最終コーナーは8番手で通過し、直線では馬場の中央に持ち出した。馬群を抜き出でて、残り150メートルで逃げるアサクサキングスをかわし、アサクサキングスに3馬身差をつけて先頭で入線、東京優駿を優勝した。

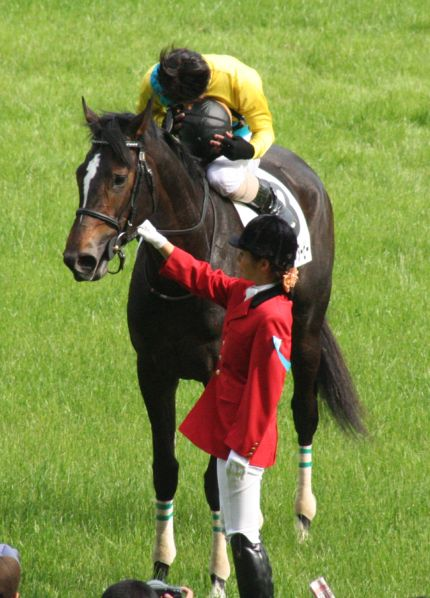
台覧した皇太子徳仁親王に最敬礼する四位

グレード制導入前の1937年（昭和12年）のヒサトモ、1943年（昭和18年）のクリフジに続いて64年ぶり史上3頭目、優駿牝馬が春に移設されてから、かつグレード制導入後では初めて、戦後初めてとなる牝馬による東京優駿制覇を達成。加えて、史上初めて父娘同一GI級競走制覇、当然史上初めての父娘東京優駿制覇を成し遂げた。また四位、角居ともに初の東京優駿制覇となり、それぞれダービージョッキー、トレーナーとなった。さらにカントリー牧場は、4頭の東京優駿優勝馬の生産牧場となり、下総御料牧場の6勝や小岩井農場の5勝、社台ファームやノーザンファームの4勝に次ぐ記録となった。下総と小岩井は共に戦前、宮内庁や財閥によって運営され、民間運営の牧場が未熟な時代に勝利を積み重ねていた。それに、社台とノーザンは競走馬の大量生産で運営形態をとっていた。そんな中にあってカントリー牧場の4勝、特に生産頭数を最大18頭までに制限した谷水雄三の代で2勝していることは「奇跡的な数字」（後藤正俊）「奇跡」（江面弘也）と称された。
当日は皇太子徳仁親王が、場内のJRA競馬博物館の特別展示を見物するため、および東京優駿の観戦するために東京競馬場へ行啓、台覧競馬となっていた。また、安倍晋三内閣総理大臣、安倍昭恵内閣総理大臣夫人も来場していた。四位は、スタンド前のウイニングランを行い、皇太子、晋三の正面でウオッカを止め、最敬礼を行っている。晋三は、表彰式にて谷水に内閣総理大臣賞を、四位に優勝カップを授与。（レースに関する詳細は、第74回東京優駿を参照。）

#### 凱旋門賞断念、4連敗
その後は、フランスのロンシャン競馬場で行われる凱旋門賞（G1）を目指した。東京優駿参戦前には第一次登録を済ませており、東京優駿3日後に凱旋門賞出走が決定した。
目標に向け、古馬とのレース経験を積むために6月24日の宝塚記念（GI）に参戦。1996年のヒシナタリー以来11年ぶりとなる3歳牝馬出走であり、負担重量は51キログラム。ファン投票は、6位となる5万608票を集めた。初対決となる古馬を上回り、単勝オッズ3.5倍の1番人気に支持。良いスタートを切ったが折り合えず、最後の直線で伸びを欠いて8着に敗れた。その後、フランス遠征について、8月下旬に現地へ輸送、同じ角居厩舎谷水所有のボストンクーラーが帯同馬を務め、ヴェルメイユ賞（G1）もしくはニエル賞（G2）を前哨戦とする計画が決定した。しかし、栗東トレーニングセンターで調整中の8月2日、右後脚に蹄球炎を発症。蹄球炎自体は4日休んだことで癒えたものの、調教に遅れが生じたため、凱旋門賞を勝利しうる状態での出走ができなくなったと判断。8月8日に角居が遠征中止を発表した。
秋は日本国内に専念することになりトライアル競走を使わず秋華賞（JpnI）へ直行。単勝1番人気で出走するも、ダイワスカーレットに敗れて3着（第12回秋華賞）。続くエリザベス女王杯（GI）では前日発売で単勝1番人気に支持されていたが、出走当日朝に右関節跛行のため出走取消（第32回エリザベス女王杯）。軽症だったため、2週間後のジャパンカップ（GI）に単勝2番人気で出走、最後方待機から直線コースで外に持ち出して追い上げ、4着（第27回ジャパンカップ）。有馬記念のファン投票では10万5441票を集め、牝馬としてはエアグルーヴ、ヒシアマゾンに続いて史上3頭目、3歳牝馬としては史上初めて1位となった。単勝3番人気で出走、中団につけたが直線で伸びず11着、初めて二桁着順に敗れている（第52回有馬記念）。
JRA賞表彰では、JRA賞最優秀3歳牝馬部門にて全289票中14票で次点。残り275票を集めて受賞したのは、7戦4勝2着3回、牝馬二冠のダイワスカーレットであった。しかし牝馬による東京優駿勝利が評価され、JRA賞特別賞を受賞した。

### 4歳（2008年）

#### 連敗続ける、安田記念で1年ぶり勝利
2月23日、京都記念（GII）で始動、後方待機から追い込んだが、6着敗退した。続いてドバイ遠征を行い、3月中旬に出国。ドバイデューティーフリー（G1）に武豊に乗り替わって出走した。4,5番手で最終コーナーを回り、直線で1度抜け出す場面があったが、かわされ4着に敗れた。帰国後は、5月18日のヴィクトリアマイル（JpnI）に単勝オッズ2.1倍の1番人気で出走。引き続き武が騎乗し、これ以降の主戦騎手を務めた。中団から直線で外に持ち出して追い上げたが、好位から抜け出したエイジアンウインズに4分の3馬身及ばず、2着。東京優駿以降、丸一年勝利することができなかった。

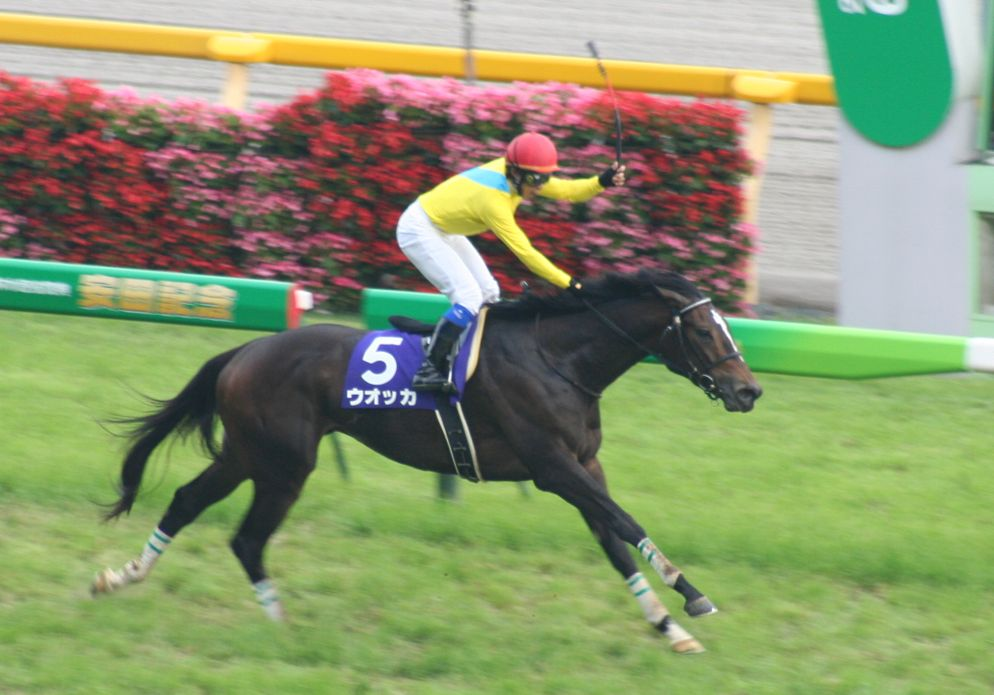
2008年安田記念

続戦し、6月8日の安田記念（GI）に参戦。武はスズカフェニックスに騎乗する先約があったため、岩田康誠に乗り替わった。岩田が騎乗を知ったのは、新聞報道を見てであった。東京優駿優勝馬による安田記念出走は、1989年のサクラチヨノオー以来2度目のことであった。スーパーホーネットに次ぐ単勝2番人気に推されて出走した。
18頭立て3枠5番から発走、好スタートから先行し、直線では馬場の最も内側から抜け出した。残り300メートルで先頭となると、岩田の左ムチを10回受けながら後方との差を広げた。同じく先行していた香港調教馬アルマダに3馬身半の差をつけ入線。1年ぶり、もとい378日ぶりの勝利、GI級競走3勝目となった。安田記念がGIに定められた1984年以降、牝馬の勝利は1991年ダイイチルビー、1994年ノースフライトに続いて3頭目であった。
宝塚記念のファン投票では、1位となる7万5594票を集めたが回避。放牧には出ず、栗東トレーニングセンターの厩舎で夏休みに入った。

#### 天皇賞（秋）
秋は、10月12日の毎日王冠（GII）で始動。初めて逃げに出て、最終コーナーを先頭で通過。残り100メートル地点では、後方から迫ったスーパーホーネットと競り合いとなった。2頭はしばらく並んでいたが、決勝線10メートル手前で先頭をスーパーホーネットに譲り、アタマ差の2着に敗れた。
11月2日、天皇賞（秋）（GI）に参戦。出走17頭すべてが重賞優勝馬である中、ウオッカは単勝オッズ2.7倍の1番人気に推された。以下、同期のダイワスカーレットが3.6倍の2番人気、1歳下の東京優駿優勝馬で、四位が騎乗するディープスカイが4.1倍の3番人気となり、オッズ一桁台の人気はこの3頭だけだった。スタートからダイワスカーレットが逃げる中、ディープスカイと並んで中団に位置。ハイペースの中、馬場の最も内側を逃げるダイワスカーレットが先頭のまま最後の直線に入り、ディープスカイとともに追い上げた。残り200メートルにて、内で逃げるダイワスカーレット、外から迫るディープスカイ、ウオッカで3頭が横並び状態、次第に外2頭の末脚が勝り、一番外のウオッカが先頭に躍り出た。しかし、残り100メートルから、ダイワスカーレットが盛り返してウオッカに迫り、2頭の並んだところで決勝線を通過した。どちらもウイニングランは行わずに、退場している。検量室前の枠場では、先に退いたダイワスカーレットが1着馬用に収まったため、武は2着馬用で下馬した。

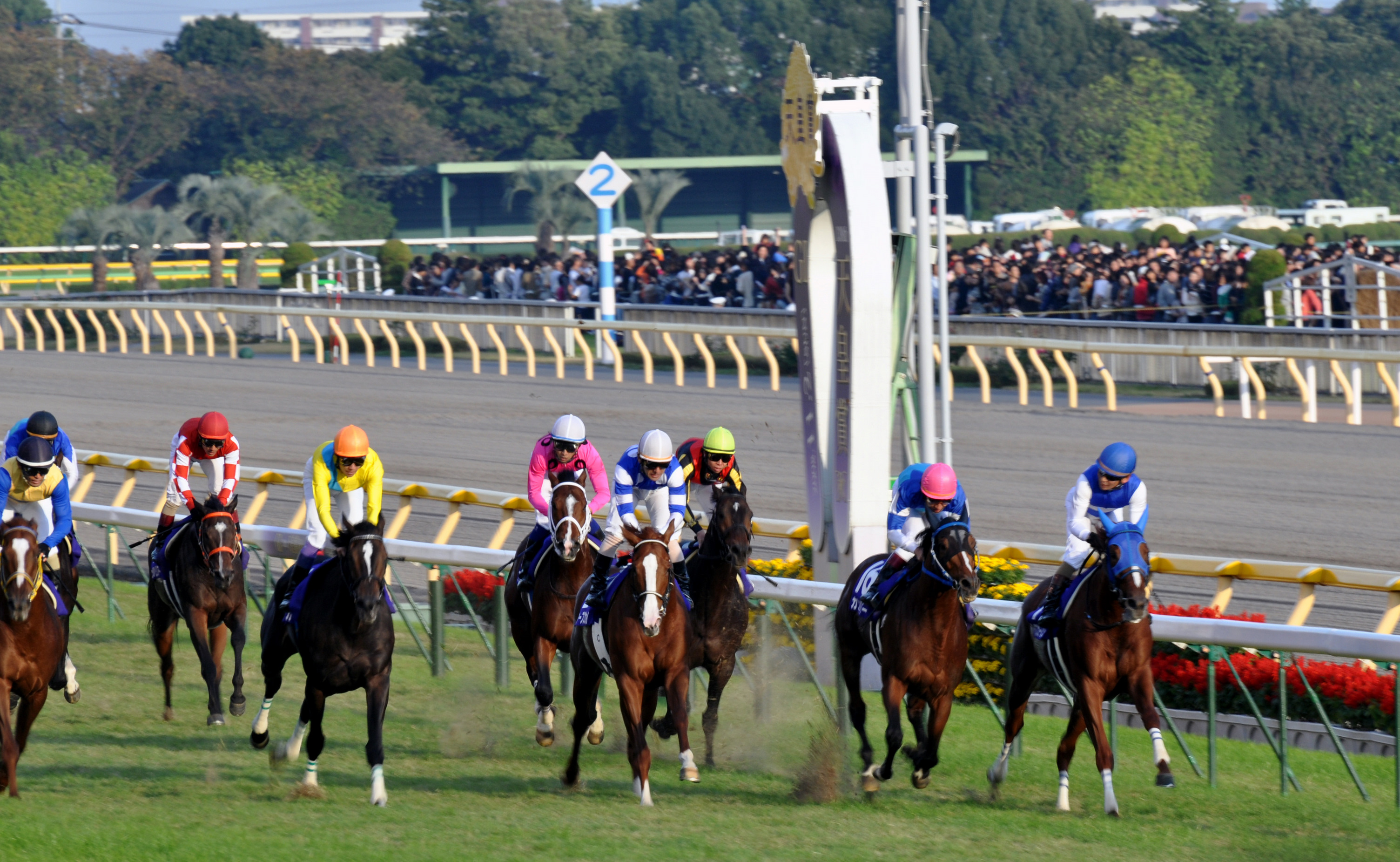
2008年天皇賞（秋）入線後
橙帽:ウオッカ
白帽（白袖青二本輪）:ディープスカイ
青帽:ダイワスカーレット

すんなり確定することはなく、1位2位には、写真判定が用いられた。終決までは13分を要し、ウオッカのハナ差先着、2センチ先着が認められた。走破タイム1分57秒2は、スペシャルウィークが1999年に樹立したレースレコードを0.8秒更新。ウオッカはGI級競走4勝目、史上初めて牝馬による牡牝混合GI級競走3勝。また、牝馬による天皇賞制覇は2005年のヘヴンリーロマンス以来3年ぶりであり、牝馬による天皇賞（秋）1着2着（ウオッカ、ダイワスカーレット）は、1958年（1着:セルローズ、2着:ミスオンワード）以来50年ぶりであった。武は、メイショウサムソンで制した前年に続いて天皇賞（秋）連覇を達成、表彰式後にはスタンドのファンとともに万歳三唱を行った。（レースに関する詳細は、第138回天皇賞を参照。）
それから11月30日のジャパンカップに出走。武がメイショウサムソンを選んだため、再び岩田に乗り替わった。安田記念と同じように先行したが、スローペースのために抜け出すほどの末脚を発揮することができず、3着。有馬記念のファン投票では13万6619票を獲得し2年連続で1位になったが、回避した（第53回有馬記念）。
JRA賞表彰では、全300票中180票を集めてJRA賞年度代表馬、196票を集めてJRA賞最優秀4歳以上牝馬を受賞。牝馬による年度代表馬受賞は、1997年のエアグルーヴ以来、11年ぶり史上2頭目であった。

### 5-6歳（2009-10年）

#### 東京マイルGI2連勝
5歳となった2009年は、前年に続いてドバイデューティーフリー出走を目標に遠征。前年より1か月早い、2月中旬にドバイに渡り、長期間滞在を実行した。3月5日には前哨戦のジェベルハッタ（G2）に出走し5着。そして3月28日のドバイデューティフリーは、イギリスのブックメーカーに1番人気の評価を受けて出走。2番手で直線に入ったが、伸びずに失速し7着に敗れた。

帰国後は、キングジョージ6世&クイーンエリザベスステークスの出走オファーもあったが断り、国内に専念した。5月17日のヴィクトリアマイルに出走、単勝オッズ1.7倍の1番人気で支持率は48.2パーセントであった。スタートから好位につけ、直線では逃げるショウナンラノビア、同じ厩舎のブーケフレグランスの間から抜け出した。強い向かい風に抗いながら差を広げ、迫ってくる馬もいないことから独走状態となり、後方に7馬身差をつけて入線。走破タイム1分32秒4は、コイウタが2007年に樹立したレースレコードを0.1秒更新した。
GI級競走5勝目となり、メジロドーベルが保持していた牝馬によるGI級競走最多勝利記録に並んだ。さらにはホクトベガやエアグルーヴを上回り、牝馬最高獲得賞金記録を樹立した。レース後、谷水から2009年を以て競走馬を引退するという計画が発表された。
続いて、6月7日の安田記念に出走、単勝1.8倍の1番人気に支持された。スタートから中団につけた。直線では、馬場の内側から抜け出しを図ったが、前方に先行馬が密集していたために、進路を失った。しばらく待つも隙間はできず、武が立ち上がるほど失速、残り400メートルまで追うことができなかった。残り200メートルで見切りをつけ、3,4頭分外側に移動。わずかに開いた隙間を左右の馬（サイトウィナーとスーパーホーネット ）に接触しながら突破した。突破した先は、4馬身前の先頭だったディープスカイの背後であったため、もう一段階外に移動。残り100メートル地点で追い上げを開始し、1馬身前にいたディープスカイを捉え、4分の3馬身差をつけて先頭で入線した。レース後、鞍上の武豊はインタビューで「いや、下手（な騎乗）でしたね。妙に安全策を取ろうとしたのが裏目に出た、馬に申し訳ない」と正直に零し、「それでも勝つんだから、強いですね、この馬は」と改めてウオッカを讃えた。

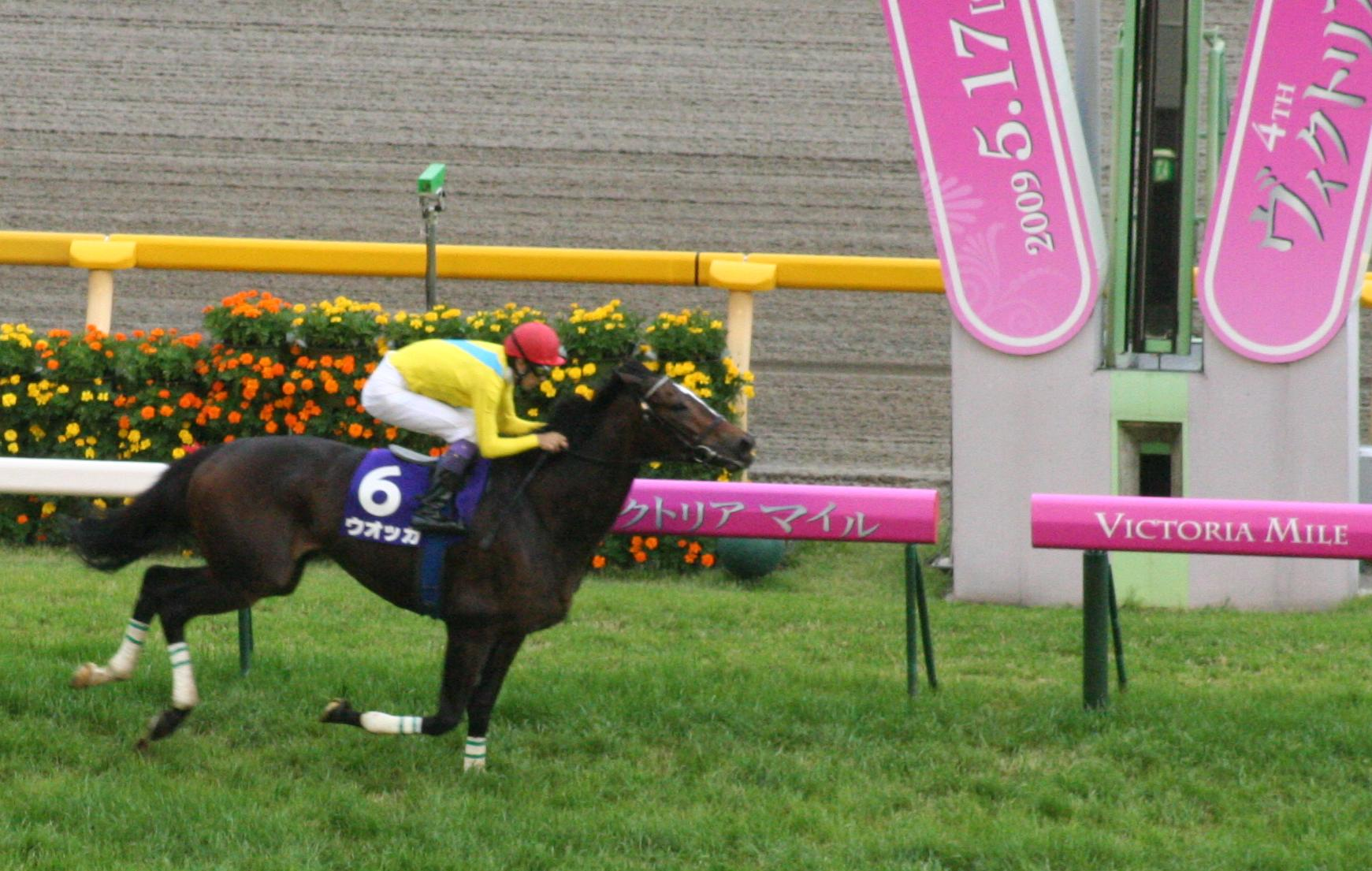
2009年ヴィクトリアマイル

1993年のヤマニンゼファー以来史上2頭目、牝馬初となる安田記念連覇。GI級競走6勝目となり、牝馬によるGI級競走最多勝利記録を更新、総収得賞金は牝馬として史上初めて10億円に到達した。
宝塚記念のファン投票では、13万9507票を集めて1位となったが、宝塚記念には出走せず放牧に出された。

#### ジャパンカップ

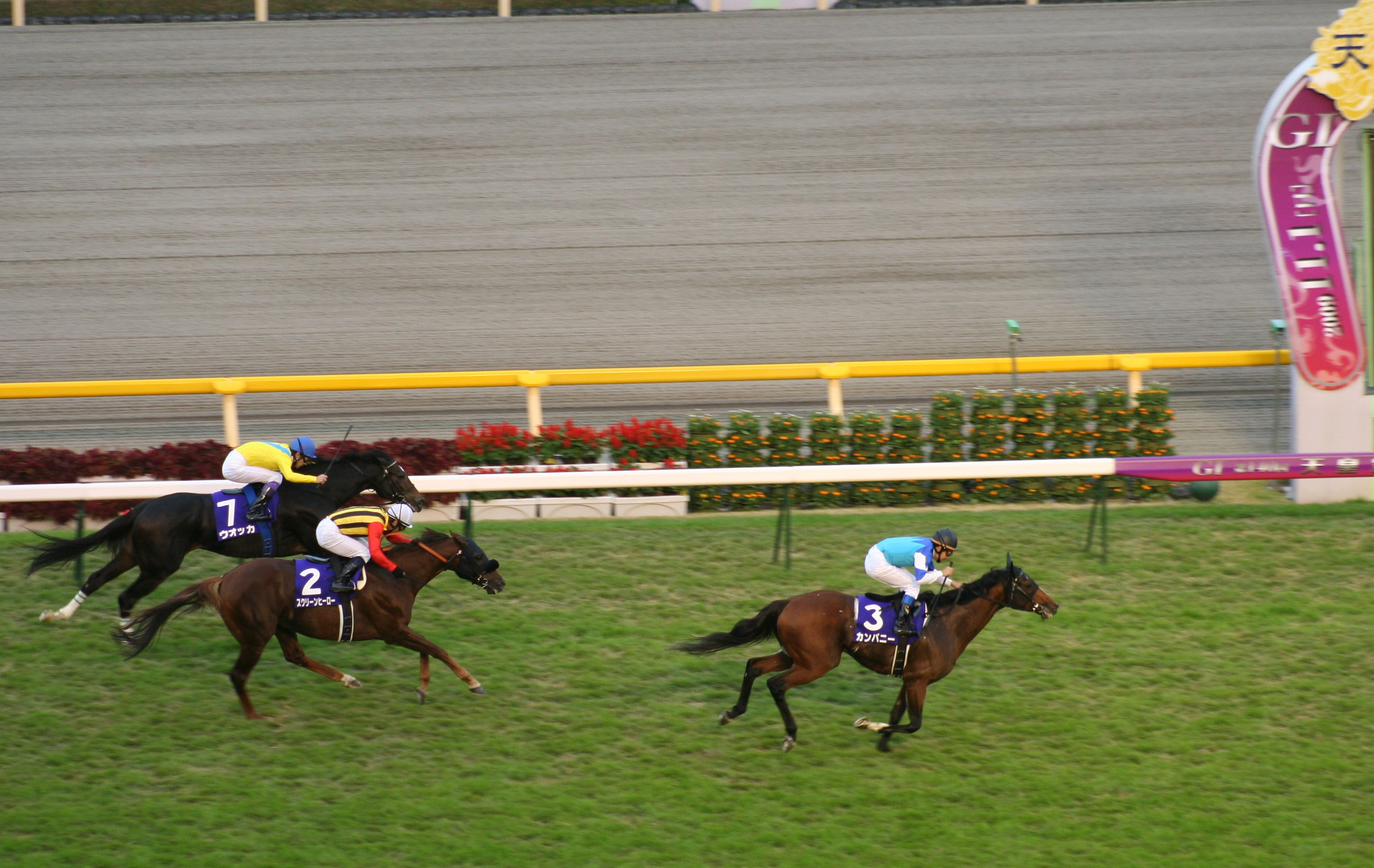
2009年天皇賞（秋）

秋は、10月11日の毎日王冠から始動。単勝オッズ1.3倍の1番人気に推された。スタートから逃げ、残り100メートルでかわされ、1馬身差の2着。続く11月1日の天皇賞（秋）でも1番人気に推された。折り合いをつけるために後方、中団につけて直線で追い上げるも、抜け出せず3着。どちらもカンパニーに敗れた。
続いて11月29日のジャパンカップに参戦。折り合い重視の騎乗を行う武を降板させ、新たな鞍上として、ウオッカに対し「掛かるイメージ」や「瞬発力を生かす・切れるウオッカ」という先入観を持っていない初騎乗の騎手を手配したいという角居の意向によりクリストフ・ルメールを迎えた。
レース当日、ウオッカは単勝オッズ3.6倍の1番人気で出走した。角居はルメールに好位につけるよう指示し、その通りに位置についた。武騎乗のリーチザクラウンが速いペースで逃げる中、ウオッカは好位で折り合うことができた。直線は5番手から進路を見出し、残り400メートルで抜け出し、300メートルでスパートして後方との差を広げた。一時独走状態となったが、大外からオウケンブルースリが追い上げて迫り、2頭並んだところが決勝線であった。2頭の決着には写真判定が用いられ、7分を要してウオッカのハナ差先着、2センチ先着が認められた。GI級競走7勝目は、シンボリルドルフ、テイエムオペラオー、ディープインパクトの持つGI級競走最多勝利記録に並び、牝馬によるGI級競走最多勝利、最高獲得賞金記録をさらに更新した。加えて、史上初めて日本調教馬の牝馬によるジャパンカップ優勝。そのうえ、1981年メアジードーツ（第1回）、1983年スタネーラ（第3回）、1989年ホーリックス（第9回）に続いて20年ぶり4頭目の牝馬によるジャパンカップ優勝となった。また、この時のウオッカの勝利によって、ジャパンカップにおける日本勢の勝利数が初めて海外勢を上回った

#### 引退
ジャパンカップ出走後は、競走中に鼻出血を発症していたことが判明した。日本中央競馬会競馬番組一般事項第2章のその11「痼疾馬の出走制限」の規定により、施行日から1ヶ月間出走停止処分が下された。有馬記念のファン投票では、10万5059票を集め、史上初めて3年連続1位となったが、有馬記念が停止期間内であり出走することができなかった。年内での引退を宣言していたために、ジャパンカップが引退レースとなる見方も存在したが、12月8日に年内引退を撤回。引退を、2010年3月末のドバイワールドカップ（G1）出走後に改め、放牧に出された。
2009年度のJRA賞表彰では、全287票中246票を集めてJRA賞年度代表馬、満票でJRA賞最優秀4歳以上牝馬を受賞。史上初めて牝馬による2年連続年度代表馬受賞となり、牡馬を含めれば、史上6頭目の2年連続年度代表馬受賞であった。さらに、4年連続JRA賞受賞はメジロドーベルに続いて史上2頭目であった。
前年と同様に2月中旬に出国した。3月4日のマクトゥームチャレンジラウンド3（G2）を前哨戦に選択、ルメールとともに出走し、8着敗退。直後に競走中に2度目の鼻出血の再発が判明したため、角居と谷水の合意の上でドバイワールドカップ出走を断念、前倒しして引退が決定した。3月18日、日本中央競馬会の競走馬登録を抹消。
2011年5月9日、顕彰馬選定記者投票で186票中157票（得票率84.4%）を獲得。クリフジ、トキツカゼ、メジロラモーヌに続いて牝馬4頭目となる顕彰馬となった。

## 繁殖牝馬時代
競走馬登録抹消後は、遠征先のドバイからアイルランドのアガ・カーンスタッド・ギルタウンに移り、谷水所有のもと繁殖牝馬となった。谷水は、2009年の凱旋門賞を勝利したシーザスターズを見て、ウオッカの初年度の交配相手をシーザスターズに決定した。2011年5月に初仔となる牡馬が誕生、それから3年連続でシーザスターズと交配した。そのほか、フランケル、インヴィンシブルスプリットと交配するなど7頭を生産。5番仔までは日本で競走馬となり、6番仔以降はイギリスで競走馬となった。
3番仔のタニノアーバンシー（父:シーザスターズ）は産駒初勝利を挙げ、2018年の愛知杯（GIII）で2番人気の支持されるなど19戦4勝。4番仔のタニノフランケル（父:フランケル）は、2019年の小倉大賞典（GIII）2着、中山金杯（GIII）3着など26戦4勝。5番仔のタニノミッション（父:インヴィンシブルスピリット）は、産駒で初めて新馬戦勝利を果たした。さらに2018年の阪神ジュベナイルフィリーズ（GI）では、母同様に抽選を突破して産駒初GI出走を達成した。また、タニノフランケルは、2022年より北海道新ひだか町のレックススタッドにて、種牡馬として供用されることとなった。
2019年2月23日、ウオッカは種牡馬との交配のためにイギリス・ニューマーケット近郊の牧場に移動したが、3月10日早朝に右後肢第3指骨粉砕骨折が判明。すぐに病院に移り、手術によって治療されたが、さらに両後肢に蹄葉炎を発症。4月1日午後に安楽死措置が取られた。

## 競走成績
以下の内容は、netkeiba.comおよびJBISサーチの情報に基づく。
| 競走日     | 競馬場       | 競走名           | 格   | 距離 （馬場） | 頭 数 | 枠 番 | 馬 番 | オッズ （人気） | 着順     | タイム （上り3F） | 着差     | 騎手        | 斤量 [kg] | 1着馬 （2着馬）        | 馬体重 [kg] |
| ---------- | ------------ | ---------------- | ---- | ------------- | ----- | ----- | ----- | --------------- | -------- | ----------------- | -------- | ----------- | --------- | ---------------------- | ----------- |
| 2006.10.29 | 京都         | 2歳新馬          |      | 芝1600m（良） | 13    | 4     | 4     | 03.3（2人）     | 01着     | R1:35.0（34.5）   | -0.6     | 0鮫島克也   | 54        | （レースドール）       | 494         |
| 0000.11.12 | 京都         | 黄菊賞           | 5下  | 芝1800m（良） | 8     | 7     | 7     | 03.0（2人）     | 02着     | R1:49.5（34.1）   | -0.2     | 0四位洋文   | 54        | マイネルソリスト       | 492         |
| 0000.12.03 | 阪神         | 阪神JF           | GI   | 芝1600m（良） | 18    | 1     | 2     | 11.1（4人）     | 01着     | R1:33.1（34.2）   | -0.0     | 0四位洋文   | 54        | （アストンマーチャン） | 482         |
| 2007.02.03 | 京都         | エルフィンS      | OP   | 芝1600m（良） | 9     | 8     | 9     | 01.7（1人）     | 01着     | R1:33.7（34.0）   | -0.5     | 0四位洋文   | 56        | （ニシノマナムスメ）   | 490         |
| 0000.03.03 | 阪神         | チューリップ賞   | GIII | 芝1600m（良） | 16    | 6     | 11    | 01.4（1人）     | 01着     | R1:33.7（33.5）   | -0.1     | 0四位洋文   | 54        | （ダイワスカーレット） | 488         |
| 0000.04.08 | 阪神         | 桜花賞           | GI   | 芝1600m（良） | 18    | 7     | 14    | 01.4（1人）     | 02着     | R1:33.9（33.6）   | -0.2     | 0四位洋文   | 55        | ダイワスカーレット     | 486         |
| 0000.05.27 | 東京         | 東京優駿         | GI   | 芝2400m（良） | 18    | 2     | 3     | 10.5（3人）     | 01着     | R2:24.5（33.0）   | -0.5     | 0四位洋文   | 55        | （アサクサキングス）   | 482         |
| 0000.06.24 | 阪神         | 宝塚記念         | GI   | 芝2200m（稍） | 18    | 1     | 2     | 03.5（1人）     | 08着     | R2:14.0（38.0）   | -1.6     | 0四位洋文   | 51        | アドマイヤムーン       | 484         |
| 0000.10.14 | 京都         | 秋華賞           | GI   | 芝2000m（良） | 18    | 8     | 16    | 02.7（1人）     | 03着     | R1:59.3（33.2）   | -0.2     | 0四位洋文   | 55        | ダイワスカーレット     | 492         |
| 0000.11.11 | 京都         | エリザベス女王杯 | GI   | 芝2200m（良） | 13    | 3     | 3     | 出走取消        | 出走取消 | 出走取消          | 出走取消 | 0四位洋文   | 54        | ダイワスカーレット     | 計不        |
| 0000.11.25 | 東京         | ジャパンC        | GI   | 芝2400m（良） | 18    | 6     | 11    | 06.1（2人）     | 04着     | R2:24.9（33.6）   | -0.2     | 0四位洋文   | 53        | アドマイヤムーン       | 488         |
| 0000.12.23 | 中山         | 有馬記念         | GI   | 芝2500m（稍） | 15    | 8     | 16    | 06.9（3人）     | 11着     | R2:35.7（37.9）   | -2.1     | 0四位洋文   | 53        | マツリダゴッホ         | 488         |
| 2008.02.23 | 京都         | 京都記念         | GII  | 芝2200m（良） | 16    | 8     | 16    | 03.4（2人）     | 06着     | R2:13.9（33.8）   | -0.3     | 0四位洋文   | 56        | アドマイヤオーラ       | 494         |
| 0000.03.29 | ナドアルシバ | ドバイDF         | G1   | 芝1777m（良） | 16    | 12    | 12    | 発売なし        | 04着     | 計測不能          |          | 0武豊       | 55        | Jay Peg                | 計不        |
| 0000.05.18 | 東京         | ヴィクトリアM    | GI   | 芝1600m（良） | 18    | 5     | 9     | 02.1（1人）     | 02着     | R1:33.8（33.2）   | -0.1     | 0武豊       | 55        | エイジアンウインズ     | 478         |
| 0000.06.08 | 東京         | 安田記念         | GI   | 芝1600m（良） | 18    | 3     | 5     | 04.1（2人）     | 01着     | R1:32.7（34.0）   | -0.6     | 0岩田康誠   | 56        | （アルマダ）           | 486         |
| 0000.10.12 | 東京         | 毎日王冠         | GII  | 芝1800m（良） | 16    | 2     | 3     | 01.5（1人）     | 02着     | R1:44.6（33.8）   | -0.0     | 0武豊       | 57        | スーパーホーネット     | 490         |
| 0000.11.02 | 東京         | 天皇賞（秋）     | GI   | 芝2000m（良） | 17    | 7     | 14    | 02.7（1人）     | 01着     | R1:57.2（34.4）   | -0.0     | 0武豊       | 56        | （ダイワスカーレット） | 490         |
| 0000.11.30 | 東京         | ジャパンC        | GI   | 芝2400m（良） | 17    | 2     | 4     | 03.7（2人）     | 03着     | R2:25.7（34.3）   | -0.2     | 0岩田康誠   | 55        | スクリーンヒーロー     | 488         |
| 2009.03.05 | ナドアルシバ | ジェベルハッタ   | G2   | 芝1777m（良） | 16    | 7     | 7     | 発売なし        | 05着     | R1:49.18          | 0.34     | 0武豊       | 57.5      | Balius                 | 計不        |
| 0000.03.28 | ナドアルシバ | ドバイDF         | G1   | 芝1777m（良） | 16    | 3     | 3     | 発売なし        | 07着     | 計測不能          |          | 0武豊       | 55        | Gladiatorus            | 計不        |
| 0000.05.17 | 東京         | ヴィクトリアM    | GI   | 芝1600m（良） | 18    | 3     | 6     | 01.7（1人）     | 01着     | R1:32.4（33.4）   | -1.2     | 0武豊       | 55        | （ブラボーデイジー）   | 494         |
| 0000.06.07 | 東京         | 安田記念         | GI   | 芝1600m（良） | 18    | 2     | 3     | 01.8（1人）     | 01着     | R1:33.5（35.7）   | -0.1     | 0武豊       | 56        | （ディープスカイ）     | 492         |
| 0000.10.11 | 東京         | 毎日王冠         | GII  | 芝1800m（良） | 14    | 6     | 6     | 01.3（1人）     | 02着     | R1:45.5（33.8）   | -0.2     | 0武豊       | 57        | カンパニー             | 498         |
| 0000.11.01 | 東京         | 天皇賞（秋）     | GI   | 芝2000m（良） | 18    | 4     | 7     | 02.1（1人）     | 03着     | R1.57.5（32.9）   | -0.3     | 0武豊       | 56        | カンパニー             | 498         |
| 0000.11.29 | 東京         | ジャパンC        | GI   | 芝2400m（良） | 18    | 3     | 5     | 03.6（1人）     | 01着     | R2.22.4（34.8）   | -0.0     | 0C.ルメール | 55        | （オウケンブルースリ） | 494         |
| 2010.03.04 | メイダン     | A.M.C.Rd.3       | G2   | オ2000m（良） | 14    | 8     | 8     | 発売なし        | 08着     | 計測不能          |          | 0C.ルメール | 56        | Red Desire             | 計不        |

- タイム欄のRはレコード勝ちを示す。

## 繁殖成績
|       | 馬名               | 誕生年 | 毛色   | 父                         | 性 | 厩舎                                                 | 馬主                   | 戦績    | 供用       | 出典            |
| ----- | ------------------ | ------ | ------ | -------------------------- | -- | ---------------------------------------------------- | ---------------------- | ------- | ---------- | --------------- |
| 初仔  | ボラーレ           | 2011年 | 黒鹿毛 | シーザスターズ             | 牡 | 角居勝彦（栗東）                                     | 谷水雄三               | 2戦0勝  | 現役中死亡 | [ 183 ]         |
| 2番仔 | ケースバイケース   | 2012年 | 黒鹿毛 | シーザスターズ             | 牝 | 角居勝彦（栗東）                                     | 谷水雄三               | 6戦0勝  | 繁殖牝馬   | [ 184 ]         |
| 3番仔 | タニノアーバンシー | 2013年 | 黒鹿毛 | シーザスターズ             | 牝 | 角居勝彦（栗東） →中竹和也（栗東）                   | 谷水雄三               | 19戦4勝 | 繁殖牝馬   | [ 172 ]         |
|       | 不受胎             | 2014年 |        | フランケル                 |    |                                                      |                        |         |            | [ 186 ] [ 187 ] |
| 4番仔 | タニノフランケル   | 2015年 | 青鹿毛 | フランケル                 | 牡 | 角居勝彦（栗東） →中竹和也（栗東） →角居勝彦（栗東） | 谷水雄三               | 26戦4勝 | 種牡馬     | [ 175 ]         |
| 5番仔 | タニノミッション   | 2016年 | 鹿毛   | インヴィンシブルスピリット | 牝 | 中竹和也（栗東） →角居勝彦（栗東）                   | 谷水雄三               | 18戦1勝 | 繁殖牝馬   | [ 190 ]         |
| 6番仔 | Seven Pockets      | 2017年 | 鹿毛   | フランケル                 | 牡 | R・ヴァリアン（英国）                                | 谷水雄三 →Mrs H Varian | 10戦2勝 | 種牡馬     | [ 192 ]         |
| 7番仔 | Frannka            | 2019年 |        | フランケル                 | 牝 | -                                                    | -                      | -       | 不出走     |                 |

- 2024年5月8日現在

## 主なライバル

### ダイワスカーレット
| 歳  | ウオッカ | 競走名                 | ダイワスカーレット | 差              | 出典    |
| --- | -------- | ---------------------- | ------------------ | --------------- | ------- |
| 3歳 | 01着     | チューリップ賞         | 02着               | クビ            | [ 193 ] |
| 3歳 | 02着     | 桜花賞                 | 01着               | 1馬身1/2        | [ 194 ] |
| 3歳 | 03着     | 第12回秋華賞           | 01着               | 1馬身1/4以上    | [ 195 ] |
| 3歳 | 取消     | 第32回エリザベス女王杯 | 01着               | -               | [ 196 ] |
| 3歳 | 11着     | 第52回有馬記念         | 02着               | 10馬身以上      | [ 197 ] |
| 4歳 | 01着     | 第138回天皇賞（秋）    | 02着               | 2センチ（ハナ） | [ 198 ] |

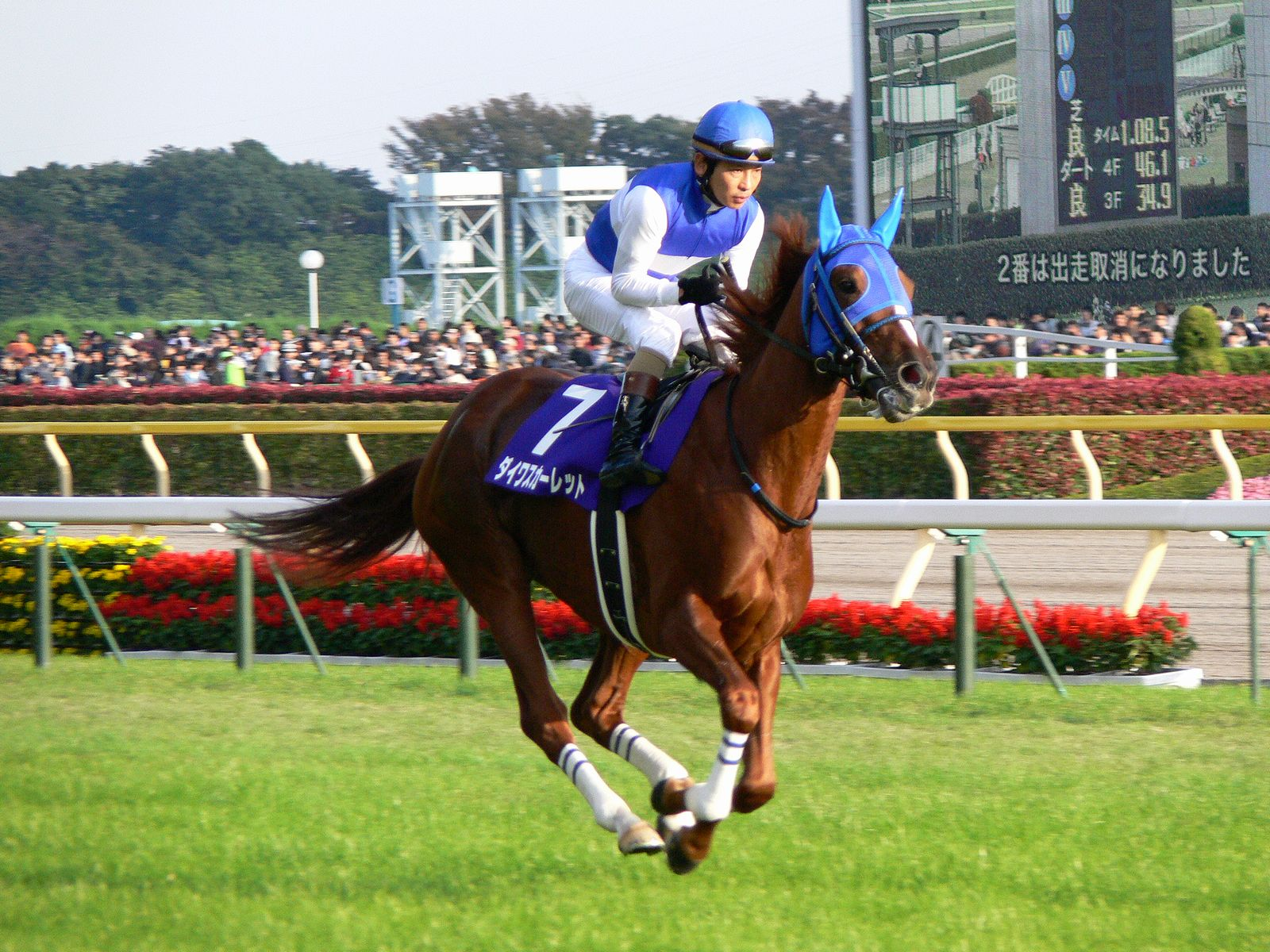
ダイワスカーレット

ダイワスカーレットは、同じ2004年生まれの牝馬である。調教師は、ウオッカの父タニノギムレットを管理した松田国英である。チューリップ賞、クラシックの桜花賞、三冠最終戦の秋華賞、有馬記念、天皇賞（秋）の計5戦で顔を合わせ、ウオッカが2勝、ダイワスカーレットが3勝を収めた。
同世代の牝馬かつ牡馬混合のGI競走を制した両馬の関係は「永遠のライバル」とされ、2頭の対決は「女傑対決」と称された。阿部珠樹は、2頭の関係性を少女漫画「ガラスの仮面」の登場人物、北島マヤと姫川亜弓に形容。瀬戸慎一郎は「安定度ならダイワ（スカーレット）、マックスの能力ならウオッカ」と評している。また阿部によれば、ウオッカに対する女性ファンの歓声が多いとしたうえで、ダイワスカーレットには男性ファンが多いとしている。また男性ファンは、ウオッカの評価が実体以上であると捉え、3着以下のない安定的な走りを見せるダイワスカーレットへの評価を重視する傾向にあるという。第138回天皇賞（秋）の判定中の検量室周辺では、阿部珠樹によればトウショウボーイ、テンポイントが争った有馬記念（第21回、第22回）に匹敵するのではという話があったという。

### ディープスカイ
| ウオッカ | 競走名               | ディープスカイ | 差        | 出典    |
| -------- | -------------------- | -------------- | --------- | ------- |
| 01着     | 第138回天皇賞（秋）  | 03着           | ハナ+クビ | [ 198 ] |
| 03着     | 第28回ジャパンカップ | 02着           | 3/4馬身   | [ 206 ] |
| 01着     | 第59回安田記念       | 02着           | 3/4馬身   | [ 207 ] |

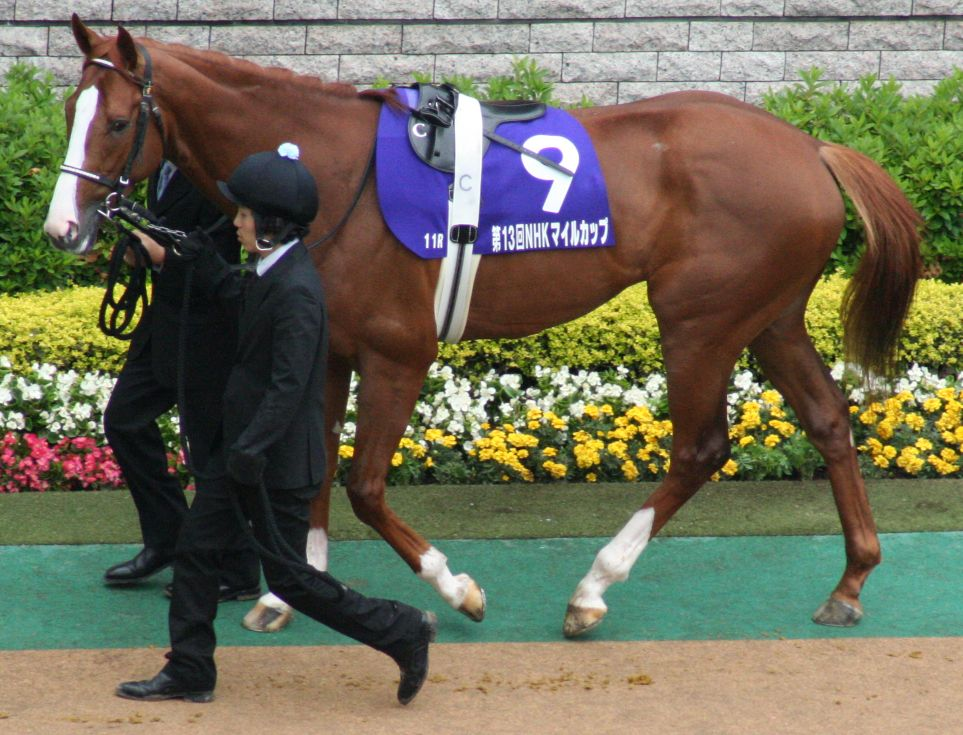
ディープスカイ

ディープスカイは、2005年生まれの牡馬であり、ウオッカの一つ年下にあたる。ウオッカの東京優駿優勝から1年後、2008年の東京優駿を勝利した。ウオッカのかつての主戦である四位洋文が騎乗し、武豊（1998年:スペシャルウィーク、1999年:アドマイヤベガ）に続いて史上2人目となる東京優駿連覇を果たした。以降も、四位が騎乗しウオッカとは3戦で顔を合わせ、ウオッカの2勝1分だった。
ウオッカ4歳、ディープスカイ3歳となる2008年の第138回天皇賞（秋）では、ダイワスカーレットとの接戦のクビ差後方で入線。続く第28回ジャパンカップでは、ウオッカ、ディープスカイに加えて、ウオッカの前年の東京優駿優勝馬であるメイショウサムソンが出走。史上初めて3頭の東京優駿優勝馬による対決が、東京優駿と同じ舞台で実現した。

## 特徴

### 東京巧者

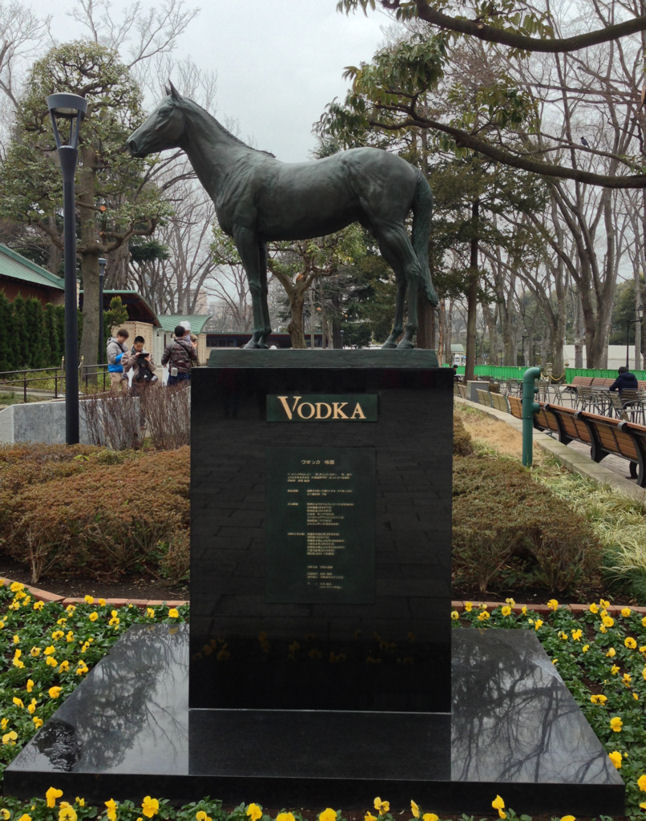
東京競馬場のウオッカ像

東京競馬場では12戦6勝、GI6勝を挙げたことから、「東京（府中）巧者」「府中の申し子」「ホームグラウンド」とされた。中でも4歳2月の京都記念以降は、左回り、国内では東京競馬場に出走し続けた。古馬となってからの秋は、マイルチャンピオンシップや牝馬限定のエリザベス女王杯など適正距離の右回り競走ではなく、距離不安のあったジャパンカップを選択している。河村清明は、マイルへの適性から、マイルチャンピオンシップに出走すれば優勝していただろうと考えており、東京競馬場芝1600メートルはウオッカの「絶好の舞台」であるとみなしている。
角居は右回り時の走り方について、「（前略）右トモをひねりながら前に出していたんです。そこからエネルギーが逃げるので右回りだと力を出し切れず、またそれが蹄踵部の不安につながったのだと思います。」と分析。また5歳秋時点ではそれを克服していたという。加えて、厩務担当の中田陽之によれば、「いつもレース後、東京競馬場から栗東（トレーニングセンター）に帰ろうとすると、なぜかウオッカが怒るんです。そのまま動かずにいる方が気分がいいんですかね。本当に東京競馬場が好きなのかもしれません」と証言している。
東京競馬場内、正門から向かって左 (東方)に150 m程の位置にあるローズガーデンには、谷水が寄贈したウオッカの銅像が建立され、2014年4月23日に除幕式が執り行われた。

### 人気
| 年  | 競走名   | 順位 | 票数       | 成績 | 出典    |
| --- | -------- | ---- | ---------- | ---- | ------- |
| 3歳 | 宝塚記念 | 06位 | 05万0608票 | 08着 | [ 75 ]  |
| 3歳 | 有馬記念 | 01位 | 10万5441票 | 11着 | [ 84 ]  |
| 4歳 | 宝塚記念 | 01位 | 07万5594票 | 回避 | [ 217 ] |
| 4歳 | 有馬記念 | 01位 | 13万6619票 | 回避 | [ 218 ] |
| 5歳 | 宝塚記念 | 01位 | 13万9507票 | 回避 | [ 140 ] |
| 5歳 | 有馬記念 | 01位 | 10万5059票 | 回避 | [ 219 ] |

夏冬のグランプリ競走のファン投票では、対象となった3歳以降、3歳の宝塚記念を除いて最多得票であった。特に有馬記念では史上初めて3年連続最多得票を記録した。また5歳となる2009年の宝塚記念では、1999年1位のスペシャルウィーク以来10年ぶりの「10万票超え」を記録、1990年1位のイナリワンを上回る歴代6位の票数を集めた。
阿部珠樹によれば、ウオッカが出走する日の競馬場は、女性の割合が高かった。東京優駿時には女性単身、女性同士の二人組が多く見られ、ウオッカの優勝を見届けた際には泣く女性も存在した。河村清明によれば、安田記念優勝後のスタンドには、ウオッカの勝負服と同じデザインのTシャツ姿があり、若年層が多かったとしている。
2010年には、JRAプレミアムレースの副題に馬名を附す催しが行われた。JRAホームページにて過去の東京優駿優勝馬を選ぶファン投票が行われ、ウオッカが選ばれた。東京優駿と同じ5月30日に行われる目黒記念（GII）を「第124回農林水産省賞典 目黒記念（ウオッカメモリアル）」として開催された（優勝馬:コパノジングー）。2014年、JRA10場の記念競走の直前に行われる第10競走をJRA60周年記念競走とし、その競走名に馬名を冠する催しが行われた。ファンによる投票にてウオッカに決まり、東京競馬場の天皇賞（秋）当日の第10競走を「豪快な淑女 ウオッカカップ」（ダート1600メートル、3歳以上1600万円以下、優勝馬:フィールザスマート）として開催された。
また、ウオッカ死亡直後の競馬開催日である2019年4月6日、中山競馬場、阪神競馬場、福島競馬場にて追悼競走を実施。それぞれのメイン競走であるニュージーランドトロフィー（GII）、阪神牝馬ステークス（GII）、吾妻小富士賞（1000万円以下）には「ウオッカ追悼競走」という副題を与えて開催された。また同日から、福島競馬場、東京競馬場、中山競馬場、京都競馬場、阪神競馬場にて献花台が設けられ、初日には献花218件、記帳2313件が寄せられた。

### 投票による評価
- 『優駿』2010年8月号「未来に語り継ぎたい不滅の名馬たち 100」（読者、評論家、ライター、編集者投票） - 2位[231]
- 『優駿』2012年9月号 - 「距離別『最強馬』はこの馬だ!」（読者投票）[232]
  - 芝1200メートル - 16位
  - 芝1600メートル - 2位[215]
  - 芝2000メートル - 2位[233]
  - 芝2400メートル - 7位[234]
- 『優駿』2014年3月号 - 「永遠に語り継ぎたい名勝負 BEST60」（優駿執筆陣、編集スタッフ60人による投票） 
  - 2位（ウオッカ vs ダイワスカーレット）2008年天皇賞（秋）[注釈 18][235][236]
- 『優駿』2014年11月号 - 「珠玉の天皇賞（秋）10選」（優駿編集部投票）[237]
  - 1位 - 2008年天皇賞（秋）、優勝馬:ウオッカ
- 『優駿』2015年12月号 - 「未来に語り継ぎたい名馬100頭のベストレース」（読者、インターネット投票）[238]
  - 【第4位 ウオッカのベストレース】
    - 1位（52.6％）2007年東京優駿（第74回東京優駿）
    - 2位（31.9％）2008年天皇賞（秋）（第138回天皇賞）
    - 3位（06.3％）2009年安田記念
    - 4位（05.8％）2009年ジャパンカップ
    - 5位（03.4％）その他

### レーティング
ワールド・ベスト・レースホース・ランキングではウオッカは2007年にレーティング117で世界79位、2008年にレーティング120で世界41位、2009年にレーティング120で世界43位だった。

## エピソード

### 谷水雄三 - 角居勝彦コンビ
| 調教師   | ウオッカ、谷水関連の主な出来事                               |
| -------- | ------------------------------------------------------------ |
| 戸山為夫 | トウショウ牧場生産馬の管理、タニノハローモア東京優駿優勝     |
| 森秀行   | 戸山厩舎で厩務員、牝系トウショウ牧場のタニノシスターを見出す |
| 松田国英 | 森厩舎で技術調教師、タニノギムレット東京優駿優勝             |
| 角居勝彦 | 松田厩舎で調教助手、ウオッカ東京優駿優勝                     |

谷水雄三の父、信夫が所有したタニノハローモアは、戸山為夫厩舎の管理により、1968年の東京優駿を優勝している。戸山は、トウショウ牧場生産馬を多く管理し、ウオッカの母であるタニノシスターの祖母（ウオッカの4代母）は戸山厩舎に所属していた。タニノシスターを抽せん会で見出した森秀行は、かつて戸山厩舎で厩務員をしており、独立して調教師となっていた。また森厩舎では、松田国英が技術調教師として修業した。松田厩舎では、厩舎初出走および初勝利が雄三所有の競走馬であった。そのうえ雄三が所有したタニノギムレット（ウオッカの父）は、松田厩舎の管理により、2002年の東京優駿を優勝した。さらに松田厩舎にて調教助手を務めていたのが角居勝彦であった。そして角居が調教師に転じた際には、厩舎開業時のお祝いとして、谷水からタニノシスター産駒タニノコロネションが贈られ、角居とウオッカは出会った。
ウオッカの進路は、谷水と角居の話し合いにより決められていた。ローテーション、東京優駿出走、ルメールへの乗り替わり、引退決定などの重大局面では、二人とも同時に同様なことを考えており、その関係性を谷水は「一卵性双生児」のようだと表している。
谷水は、ウオッカのような名馬に再び出会うことはないと考え、ウオッカにとって最適な選択を求め続けた。中でも、引退時期の検討は、5歳春、2回目のドバイ遠征に本格化した。長期滞在を行い、前哨戦を経てドバイデューティフリーに出走。前年はぶっつけで4着だったことから、谷水はそれ以上の成績を期待していたが7着敗退、谷水は帰国の空港内で倒れるほど気落ちした。谷水は、サラブレッドの発情期間に重なっていたことから、敗因をウオッカ自身が「お母さんになりたがっているのかな」と捉えていた。そして帰国初戦のヴィクトリアマイル優勝後には、年内引退を宣言。調教助手の岸本教彦からも「お母さんになりたがっている」という証言も得られた。また谷水によれば、角居も同様に考えていたが、谷水への報告を躊躇していたという。しかし安田記念優勝後には、武の「ウオッカはまだまだ進化する」との証言を受けて年内引退を撤回した。
3度目のドバイ遠征では、ドバイワールドカップ参戦に向けた前哨戦のマクトゥームチャレンジラウンド3出走後に、2度目の鼻出血を発症。阪神競馬場にて、谷水と角居が会談し合意の上で、ウオッカの引退が決定した。2010年3月7日、角居厩舎所属のヴィクトワールピサが弥生賞（GII）勝利直後の中山競馬場にて、角居が記者会見を開き、引退を発表した。ヴィクトワールピサは後に、ウオッカが出走できなかったドバイワールドカップを日本調教馬として優勝している。

### 中田陽之
中田陽之は、ウオッカの厩務員を担当した。中田の重賞初勝利は、ウオッカがもたらしていた。中田は、高校卒業後に福島県小野町のテンコートレーニングセンターに就職。それから1999年にて梅田康雄厩舎を調教助手を経て、角居厩舎に身を置いていた。しかし角居厩舎初年度に落馬してしまい、背骨圧迫骨折の負傷。これ以降は厩務を担当するようになっていた。テンコートレーニングセンター時代にはウオッカの母で、デビュー前だったタニノシスターに接触しており、そのときの縁から産駒で、ウオッカの1歳上にあたるタニノベリーニを担当した。そして翌年も同じように産駒の担当となり、ウオッカと出会っている。
ウオッカの頭絡の額革は、装飾からファンの間でティアラのようだと呼ばれていた。その額革は、兄タニノベリーニのものを流用したものである。当初中田は、タニノベリーニのために「厩舎で（中略）デザインが被らないなかで一番いい」額革を用意し、2006年秋から着用させようと考えていた。しかしタニノベリーニは、2006年8月27日出走後の放牧から、帰ってくることはなく引退。残った額革がウオッカに継承されていた。中田は、この額革が「"ウオッカを一番思い出させる"物」だとしている。

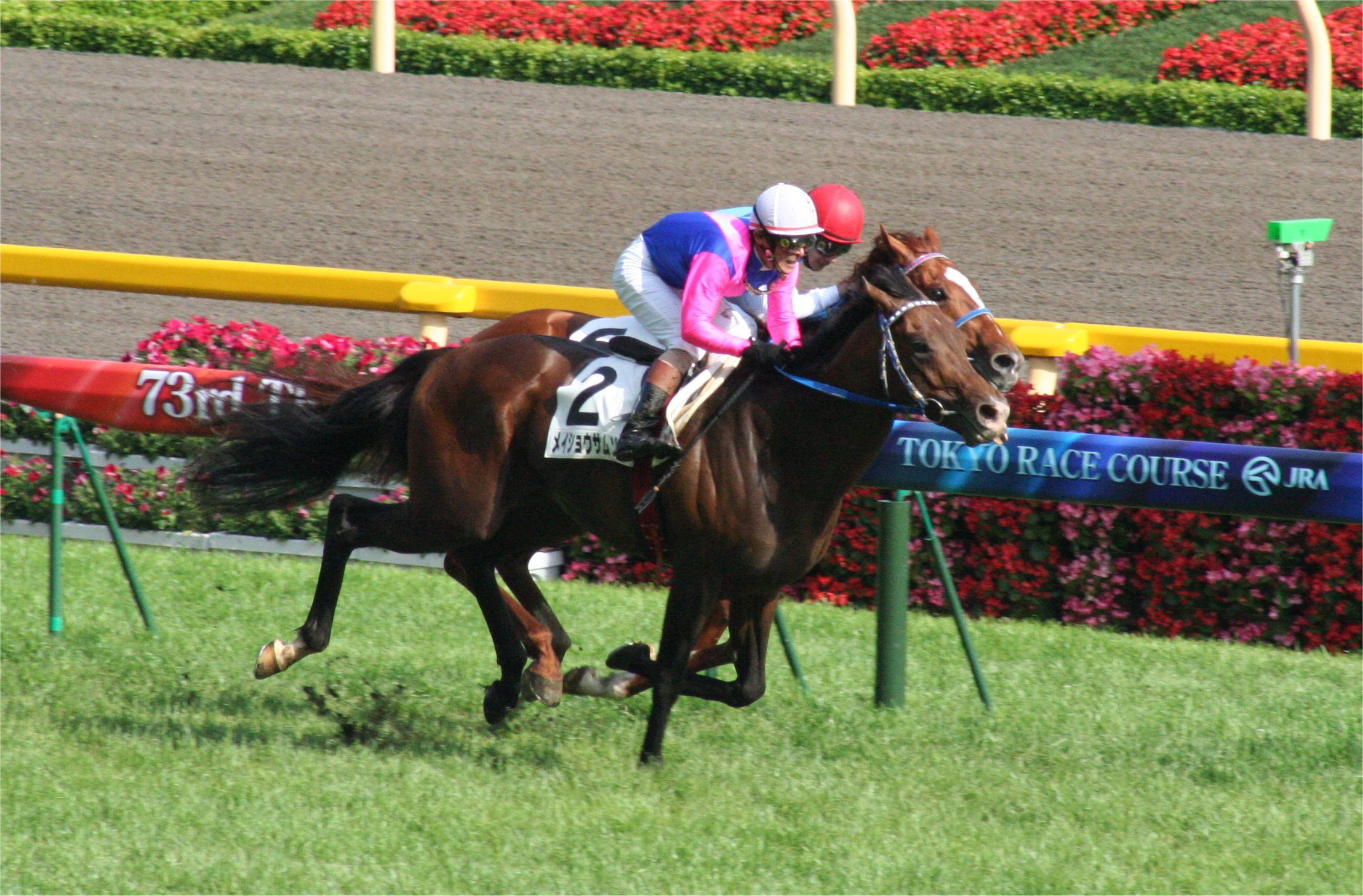
メイショウサムソン

父の中田征男は、栗東トレーニングセンター高橋成忠厩舎の厩務員である。ウオッカ現役時はメイショウサムソンの担当厩務員でもあった。2007年には、ウオッカおよびメイショウサムソンはともに凱旋門賞出走の計画があり、凱旋門賞で親子対決と考えられた。しかし、ウオッカは蹄球炎発症、メイショウサムソンは馬インフルエンザ感染をきっかけにどちらも出走することができなかった。
また同じ年、ウオッカは64年ぶり史上3頭目となる牝馬による東京優駿優勝。一方のメイショウサムソンは、7年ぶり史上4頭目となる天皇賞春秋連覇を達成。各々の功績が評価されて、同時にJRA賞特別賞を受賞、親子そろって表彰式に出席した。

## 血統表
| ウオッカの血統                | ウオッカの血統                                      | ウオッカの血統                     | （血統表の出典）             | （血統表の出典） |
| 父系                          | ロベルト系                                          | ロベルト系                         | ロベルト系                   | [ § 2 ]          |
| 父 タニノギムレット 1999 鹿毛 | 父の父* ブライアンズタイム Brian's Time 1985 黒鹿毛 | Roberto                            | Hail to Reason               | Hail to Reason   |
| 父 タニノギムレット 1999 鹿毛 | 父の父* ブライアンズタイム Brian's Time 1985 黒鹿毛 | Roberto                            | Bramalea                     |                  |
| 父 タニノギムレット 1999 鹿毛 | 父の父* ブライアンズタイム Brian's Time 1985 黒鹿毛 | Kelley's Day                       | Graustark                    | Graustark        |
| 父 タニノギムレット 1999 鹿毛 | 父の父* ブライアンズタイム Brian's Time 1985 黒鹿毛 | Kelley's Day                       | Golden Trail                 |                  |
| 父 タニノギムレット 1999 鹿毛 | 父の母タニノクリスタル 1988 栗毛                    | * クリスタルパレス Crystal Palace  | Caro                         | Caro             |
| 父 タニノギムレット 1999 鹿毛 | 父の母タニノクリスタル 1988 栗毛                    | * クリスタルパレス Crystal Palace  | Hermieres                    |                  |
| 父 タニノギムレット 1999 鹿毛 | 父の母タニノクリスタル 1988 栗毛                    | * タニノシーバード Tanino Sea-Bird | Sea-Bird                     | Sea-Bird         |
| 父 タニノギムレット 1999 鹿毛 | 父の母タニノクリスタル 1988 栗毛                    | * タニノシーバード Tanino Sea-Bird | Flaxen                       |                  |
| 母 タニノシスター 1993 栗毛   | 母の父* ルション Rousillon 1981 黒鹿毛              | Riverman                           | Never Bend                   | Never Bend       |
| 母 タニノシスター 1993 栗毛   | 母の父* ルション Rousillon 1981 黒鹿毛              | Riverman                           | River Lady                   |                  |
| 母 タニノシスター 1993 栗毛   | 母の父* ルション Rousillon 1981 黒鹿毛              | Belle Dorine                       | Marshua's Dancer             | Marshua's Dancer |
| 母 タニノシスター 1993 栗毛   | 母の父* ルション Rousillon 1981 黒鹿毛              | Belle Dorine                       | Palsy Walsy                  |                  |
| 母 タニノシスター 1993 栗毛   | 母の母エナジートウショウ 1987 鹿毛                  | トウショウボーイ                   | * テスコボーイ               | * テスコボーイ   |
| 母 タニノシスター 1993 栗毛   | 母の母エナジートウショウ 1987 鹿毛                  | トウショウボーイ                   | * ソシアルバターフライ       |                  |
| 母 タニノシスター 1993 栗毛   | 母の母エナジートウショウ 1987 鹿毛                  | コーニストウショウ                 | * ダンディルート             | * ダンディルート |
| 母 タニノシスター 1993 栗毛   | 母の母エナジートウショウ 1987 鹿毛                  | コーニストウショウ                 | ローズトウショウ             |                  |
| 母系(F-No.)                   | フロリースカツプ(GB)(FN:3-l)                        | フロリースカツプ(GB)(FN:3-l)       | フロリースカツプ(GB)(FN:3-l) | [ § 3 ]          |
| 5代内の近親交配               | Graustark 4×5（父内）                               | Graustark 4×5（父内）              | Graustark 4×5（父内）        | [ § 4 ]          |
| 出典                          | 1. 2. 3. 4.                                         | 1. 2. 3. 4.                        | 1. 2. 3. 4.                  | 1. 2. 3. 4.      |

- 祖母エナジートウショウの産駒（本馬の叔父）にスリーアベニュー（2007年ガーネットステークス優勝）。三代母コーニストウショウの産駒にシスタートウショウ（1991年桜花賞優勝・エナジートウショウの全妹）、孫にシーイズトウショウ（2003年CBC賞ほか重賞5勝）。四代母ローズトウショウの孫にマチカネフクキタル（1997年菊花賞優勝）。日本競馬史における大牝系の祖であるシラオキを六代母にもち、そのファミリーラインを辿るとスペシャルウィーク（1998年東京優駿ほかGI4勝）やレイパパレ（2021年大阪杯優勝）などの活躍馬がいる。さらに牝系を遡ると、小岩井農場の基礎輸入牝馬の1頭であるフロリースカツプにたどり着く。